# Holmul
Holmul är en fornlämning i Guatemala.   Den ligger i departementet Petén, i den nordöstra delen av landet, 300 km norr om huvudstaden Guatemala City. Holmul ligger 168 meter över havet.
Terrängen runt Holmul är platt. Runt Holmul är det glesbefolkat, med 11 invånare per kvadratkilometer. Det finns inga samhällen i närheten. I omgivningarna runt Holmul växer i huvudsak städsegrön lövskog.